# V Moskve projezdom
V Moskve projezdom (russisk: В Москве проездом…) er en sovjetisk spillefilm fra 1970 af Ilja Gurin.